# Walheim (Haut-Rhin)
Walheim település Franciaországban, Haut-Rhin megyében. Lakosainak száma 888 fő (2022. január 1.). Walheim Tagolsheim, Altkirch, Aspach, Wittersdorf, Emlingen és Luemschwiller községekkel határos.

## Népesség
A település népessége az elmúlt években az alábbi módon változott:
| Lakosok száma | 956  | 920  | 919  | 896  | 884  | 880  | 883  | 885  | 888  |
|               | 2013 | 2015 | 2016 | 2017 | 2018 | 2019 | 2020 | 2021 | 2022 |